# Russ (rappeur)
 (mai 2017).
Pour les articles homonymes, voir Russ (homonymie).
Russell Vitale, connu sous le nom de scène Russ, né le 26 septembre 1992 à Secaucus est un rappeur, chanteur, compositeur et producteur américain. Il est notamment connu pour ses titres What They Want et Losin Control. Il fait partie du groupe de rap Diemon.

## Carrière
En 2015, alors âgé de 22 ans, il décide d'investir la plate-forme de distribution audio en ligne Soundcloud. Il y rencontre rapidement le succès avec certains morceaux tels que Willy Wonka ou Too Many.
En 2016, Russ signe sur le label Columbia Records. Son single What They Want, classé 83ème  Billboard Hot 100 le fait connaitre auprès du grand public. Il réalise ensuite le single Losin Control, qui est lui classé 63ème au Billboard Hot 100, soit son meilleur classement à l'heure actuelle.
En 2017, Russ publie son premier album There's Really a Wolf.

## Discographie

### Albums
| Titre                 | Date de sortie   | Label            | Format                   |
| --------------------- | ---------------- | ---------------- | ------------------------ |
| Silence               | 11 juin 2014     |                  |                          |
| There's Really a Wolf | 5 mai 2017       | Diemon, Columbia | Téléchargement numérique |
| Zoo                   | 7 septembre 2018 |                  |                          |
| SHAKE THE SNOW GLOBE  | 31 janvier 2020  |                  |                          |
| CHOMP2                | 8 décembre 2021  |                  |                          |
| SANTIAGO              | 18 août 2023     |                  |                          |

### Mixtapes
| Titre               | Date de sortie    | Label  | Format                   |
| ------------------- | ----------------- | ------ | ------------------------ |
| Velvet              | 9 décembre 2011   | Diemon | Téléchargement numérique |
| Apollo 13           | 24 janvier 2012   | Diemon | Téléchargement numérique |
| Vacation            | 24 septembre 2012 | Diemon | Téléchargement numérique |
| Straight From Limbo | 1er janvier 2013  | Diemon | Téléchargement numérique |
| Color Blind         | 2 septembre 2013  | Diemon | Téléchargement numérique |
| The Edge            | 12 juin 2013      | Diemon | Téléchargement numérique |
| Pink Elephant       | 23 janvier 2014   | Diemon | Téléchargement numérique |
| Silence             | 11 juin 2014      | Diemon | Téléchargement numérique |

### Singles
| Titre                                    | Année | Meilleurs Classement | Meilleurs Classement | Meilleurs Classement | Certifications |
| Titre                                    | Année | US                   | US R&B/HH            | US Rap               | Certifications |
| ---------------------------------------- | ----- | -------------------- | -------------------- | -------------------- | -------------- |
| "Willy Wonka" (featuring Paulina & Jafé) | 2015  | —                    | —                    | —                    |                |
| "Too Many"                               | 2015  | —                    | —                    | —                    |                |
| "Someone to Drink With"                  | 2015  | —                    | —                    | —                    |                |
| "Down for You"                           | 2015  | —                    | —                    | —                    |                |
| "Inbetween"                              | 2016  | —                    | —                    | —                    |                |
| "Yung God"                               | 2016  | —                    | —                    | —                    |                |
| "Waste My Time"                          | 2016  | —                    | —                    | —                    |                |
| "T'd Up"                                 | 2016  | —                    | —                    | —                    |                |
| "Do It Myself"                           | 2016  | —                    | —                    | —                    |                |
| "Losin Control"                          | 2016  | 63                   | 36                   | —                    | - RIAA: Gold   |
| "What They Want"                         | 2016  | 83                   | 31                   | 21                   | - RIAA: Gold   |
| "Pull the Trigger"                       | 2016  | —                    | —                    | —                    |                |
| "We Just Haven't Met Yet"                | 2016  | —                    | —                    | —                    |                |
| "Overdue"                                | 2016  | —                    | —                    | —                    |                |
| "Psycho Pt. 2"                           | 2016  | —                    | —                    | —                    |                |
| "The Journey"                            | 2016  | —                    | —                    | —                    |                |

## Filmographie
- 2024 : Trap de M. Night Shyamalan : Parker Wayne